# 802.1x
802.1х е стандарт за автентикация на потребители искащи да се свържат към жична или безжична мрежа. Автентикацията се извършва преди потребителят да има достъп до мрежата. Ако потребителят се свърже към порт на комутатор с настроено 802.1х удостоверяване и не се удостовери, няма да получи никакъв достъп до мрежата. 802.1х дава възможност на база на успешното удостоверяване, да се разпознае потребителят и да се направят автоматични настройки на комутатора – например потребител да се постави в точно определен VLAN.
802.1х се поддържа и от безжичните точки за достъп. Това дава възможност да се изгради корпоративната LAN мрежа, която автоматично да разпознава потребителите и винаги да им предоставя едни и същи услуги, независимо от къде и през коя точка за достъп се свърза потребителя.